# RTEA
RTEA (від Ruptor's TEA або Repaired TEA) — в криптографії симетричний блоковий криптоалгоритм типу «Мережа Фейстеля», розроблений Marcos el Ruptor, розширення шифроалгоритма TEA. Виправлені деякі уразливості в алгоритмі. Як і інші варіанти алгоритму TEA, операції засновані на роботі з 32-бітними числами. Алгоритм значно простіший і продуктивніший за XTEA, при цьому, за заявою авторів і згідно з проведеними розробниками статистичними тестами, більш стійкий до криптоаналізу. Щоб протистояти всім адаптивним і неадаптивним атакам, алгоритму необхідне число раундів, яке дорівнює 32+w*4, де w — кількість 32-бітних цілих чисел в ключі, тобто 4 — 128 бітного, і 8 для 256-бітного ключа. Для ключа розміром 128 біт виконується 48 раундів, для ключа розміром 256 біт — 64 раунди алгоритму.
Так як це блочний шифроалгоритм, де довжина блоку 64-біт, а довжина даних може бути не кратна 64-біт, блок доповнюють байтами зі значенням 0x01.

## Реалізація
Алгоритм за один прохід обробляє два 32-розрядних беззнакових чисел (unsigned long) a і b, тобто 64-бітний блок.
Довжина ключа в 32-розрядних числах — kw, r — раунд.
Таким чином, декларація змінних може бути наступною:
```
u32
 
a
,
 
b
,
 
c
,
 
kw
;

u32
 
key
[
kw
];

long
 
r
;

```

### Універсальний код
```
// шифрування

for
 
(
r
=
0
;
r
<
kw
*
4
+
32
;
r
++
)
 
c
=
b
,
b
+=
a
+
((
b
<<
6
)
^
(
b
>>
8
))
+
key
[
r
%
kw
]
+
r
,
a
=
c
;

// розшифрування

for
 
(
r
=
kw
*
4
+
31
;
r
!=
-1
;
r
--
)
 
c
=
a
,
a
=
b
-=
a
+
((
a
<<
6
)
^
(
a
>>
8
))
+
key
[
r
%
kw
]
+
r
,
b
=
c
;

```

Що аналогічно іншим написанням:
```
// шифрування

for
 
(
r
=
0
;
r
<
kw
*
4
+
32
;
r
++
)
 
a
+=
b
+
((
b
<<
6
)
^
(
b
>>
8
))
+
key
[
r
%
kw
]
+
r
,
r
++
,
b
+=
a
+
((
a
<<
6
)
^
(
a
>>
8
))
+
key
[
r
%
kw
]
+
r
;

// розшифрування

for
 
(
r
=
kw
*
4
+
31
;
r
!=
-1
;
r
--
)
 
b
-=
a
+
((
a
<<
6
)
^
(
a
>>
8
))
+
key
[
r
%
kw
]
+
r
,
r
--
,
a
-=
b
+
((
b
<<
6
)
^
(
b
>>
8
))
+
key
[
r
%
kw
]
+
r
;

```

### Код для 256 — бітного ключа
Використання алгоритму є дуже простим і зручним. Так, для ключа, рівного 256 біт (kw = 8), код буде наступним:
```
// шифрування

for
 
(
r
=
0
;
r
<
64
;
r
++
)

{

 
b
+=
a
+
((
a
<<
6
)
^
(
a
>>
8
))
+
 
(
key
[
r
%
8
]
+
r
);

 
r
++
;

 
a
+=
b
+
((
b
<<
6
)
^
(
b
>>
8
))
+
 
(
key
[
r
%
8
]
+
r
);

}

// розшифрування

for
 
(
r
=
63
;
r
>=
0
;
r
--
)

{

 
a
-=
b
+
((
b
<<
6
)
^
(
b
>>
8
))
+
 
(
key
[
r
%
8
]
+
r
);

 
r
--
;

 
b
-=
a
+
((
a
<<
6
)
^
(
a
>>
8
))
+
 
(
key
[
r
%
8
]
+
r
);

}

```

Для забезпечення унікальності кожного з зашифрованих блоків при ідентичності відкритого вихідного тексту може бути застосовано один з режимів DES (наприклад, CBC, CFB, CTS, CTR)

## Безпека
На даний момент існує лише атака на основі пов'язаних ключів на даний шифр.

## Див. також
- TEA
- XTEA
- XXTEA